# Bregowo (gmina)
Bregowo (bułg. Община Брегово)  − gmina w północno-zachodniej Bułgarii, w obwodzie Widyń.

## Miejscowości
Miejscowości wchodzące w skład gminy Bregowo:
- Balej (bułg.: Балей),
- Bregowo (bułg.: Брегово) – siedziba gminy,
- Delejna (bułg.: Делейна),
- Gymzowo (bułg.: Гъмзово),
- Kalina (bułg.: Калина),
- Kosowo (bułg.: Косово),
- Kudelin (bułg.: Куделин),
- Rakitnica (bułg.: Ракитница),
- Tijanowci (bułg.: Тияновци),
- Wryw (bułg.: Връв).